# Nicola Porcelli
Nicola Porcelli, detto Cola (Cherso, 30 maggio 1935 – Trieste, 5 agosto 2010), è stato un cestista e allenatore di pallacanestro italiano.

## Carriera
Ha militato nella Società Ginnastica Triestina, nella Virtus Bologna, nella Pallacanestro Cantù e nella Snaidero Udine.
Ha allenato la Pallacanestro Trieste per un breve periodo, dal marzo al giugno 1976.
Con la Nazionale ha preso parte agli Europei 1953. Ha esordito in maglia azzurra a 17 anni (Italia-Svizzera 60-47, giocata il 10 maggio 1953); in totale ha collezionato 4 presenze e 10 punti complessivi.